# Vesna na Zaretjnoj ulitse
Vesna na Zaretjnoj ulitse (russisk: Весна на Заречной улице, på dansk Forår i Zaretjnoj gade) er en sovjetisk spillefilm fra 1956 produceret af Odessa Film Studie og instrueret af Feliks Mironer og Marlen Khutsiev.
Filmen var en af de mest populære sovjetiske film i 1956 med mere end 30 millioner solgte billetter.

## Handling
Filmen foregår i 1950'erne i en mindre arbejderlandsby, hvortil den nyuddannede skolelærer Tatjana Levtjenko (Nina Ivanova) ankommer for at undervise på den lokale aftenskole, hvor hun skal undervise voksne unge arbejdere med kort uddannelse i russisk og russisk litteratur.
Nikolaj Krusjenkov (Gennadij Jukhtin), en af Tatjanas gamle venner og ingeniør på det lokale stålværk, hjælper Tatjana med at leje et værelse og at møde hendes kommende elever. I skolen underviser Tatjana en 8. klasse, hvor hun møder svejseren Aleksandr Savtjenko (Nikolaj Rybnikov), der er populær, også blandt kvinderne på fabrikken. Han bliver straks forelsker i Tatjana og for at tiltrække hendes opmærksomhed taler han ofter og flirter med hende i timerne.
Tatjana ignorerer imidlertid Aleksandr. Han har været vant til hurtigt at få kontakt med kvinder og bliver overraskset over hendes opførsel, og han får i stedet opfattelsen af, at hun ikke vil have ham, fordi han ikke er fin nok til hende, og han bliver fjendtligt indstillet overfor hende. Vred og jaloux dropper Aleksandr ud af skolen og forsøger at glemme Tatjana, men opdager hurtigt, at han elsker hende.